# Спорт у Південному Судані

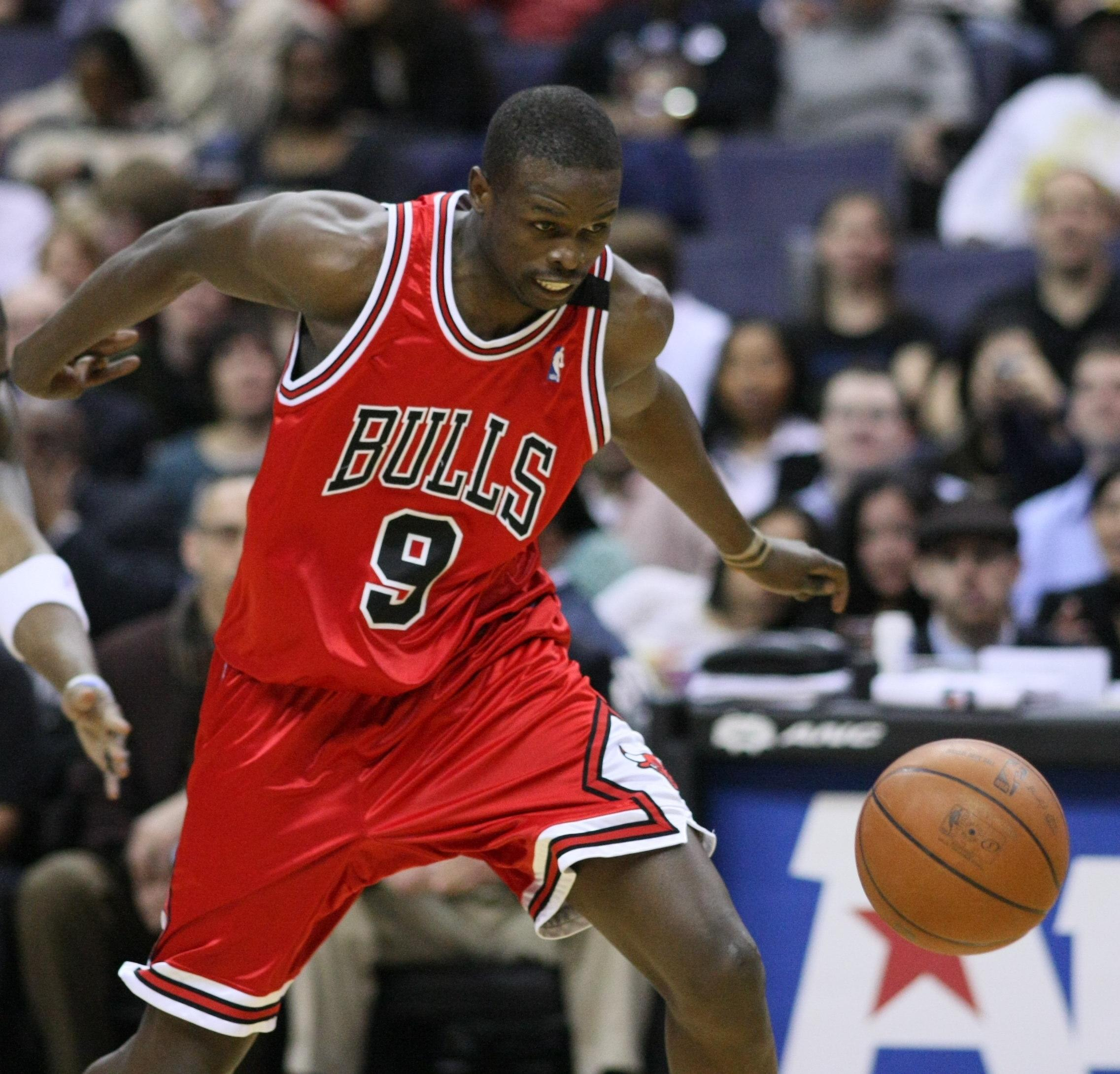
Виходець із Судану Луол Денг

Спорт в Південному Судані представлений низкою національних спортивних команд, які виступають за Південний Судан як на міжнародній спортивній арені, так і всередині країни.

## Футбол
Футбол в Південному Судані є одним з найбільш популярних видів спорту та уряд країни робить все можливе для сприяння даному виду спорту і підвищенню рівня південносуданського футболу. У країні діє Асоціація Молодіжного Спорту Південного Судану (SSYSA), яка підтримує кілька тренувальних баз на території Джуби. Південний Судан вже приймав молодіжні змагання під егідою КЕСАФА.

### Чемпіонат та кубок країни
Чемпіонат Асоціації футболу Південного Судану вперше проводився в 2011 році. Сім чемпіонів провінцій за кубковою системою розіграли між собою титул в місті Вау. Першим чемпіоном країни став футбольний клуб Вау-Салаам. У 2015 році брали участь 12 команд, чемпіоном країни вдруге став клуб Аль-Табара з Джуби.
Кубок Південного Судану вперше проводився в 2012 році. Розіграш починався з чвертьфіналу, переможець етапу визначався за підсумками двосторонніх зустрічей на домашньому і гостьовому полях. Володарем першого кубка став футбольний клуб Малакія. З 2015 року спонсором кубка країни є оператор стільникового зв'язку MTN.

### Збірна Південного Судану
У столиці Джуба діє Збірна Південного Судану, перший міжнародний матч якої був зіграний проти збірної Уганди 10 липня 2012 року. Матч закінчився з рахунком 2: 2, перший гол в історії збірної на 13 хвилині забив Річард Джастін Ладо.

## Баскетбол
Баскетбол представлений в країні Національною баскетбольною командою Південного Судану. У сучасну епоху вона досягла деякого успіху в міжнародних спортивних змагань. Луол Денг є зіркою Національної баскетбольної асоціації в Сполучених Штатах, де він грає за Маямі Гіт; на міжнародному рівні він представляє Велику Британію. Інші провідні міжнародні баскетболісти з Південного Судану включають Мануте Бола, Ден Гая і Атер Майока. Національна збірна з баскетболу Південний Судан зіграв свій перший матч проти збірної з баскетболу Уганди 10 липня 2011 року в Джубі.

## Олімпійські Ігри
Гуор Маріан змагався в чоловічому марафоні на літніх Олімпійських іграх 2012 року. Оскільки Південний Судан ще не має визнаного Національного олімпійського комітету (НОК), Маріан змагалися під олімпійським прапором, а не прапором Південного Судану.